# كهف إناظ
كهف اناظ (بالتركية: İnağzı Mağarası)‏ هو كهف يقع في زونغولداق شمال تركيا.